# Маканалли, Джон
Джон Маканалли, CB, LVO (англ. John Henry Stuart McAnally, род. 9 апреля 1945, г. Эпсом, графство Суррей, Англия) — британский вице-адмирал (1998).
Обучался в Вестминстере и в Дартмутском колледже ВМФ.
На службе в Королевском военно-морском флоте Великобритании с 1967 года (лейтенант).
В 1980-81 годах командир навигации HMY Britannia. В 1982-83 годах служил в отделе Военно-морского планирования. В 1984—1986 годах последовательно командовал фрегатами HMS Torquay и HMS Alacrity, а в 1987—1989 годах капитан 6-й фрегатной эскадры (HMS Ariadne и HMS Hermione). В 1989—1991 годах помощник начальника Военно-морского планирования. В 1992 году обучался в Королевском оборонном колледже, в 1993 году прошёл высшие командные и штабные курсы. В 1993 году начальник Военно-морской политики логистики, в 1994—1995 годах начальник Военно-морского штаба. В 1996—1998 годах главный офицер по подготовке и рекрутингу. В 1998—2001 годах начальник Королевского оборонного колледжа. С 2001 года в отставке.
- Вице-адмирал (1998),
- контр-адмирал (1996),
- коммодор (1993),
- капитан (1987),
- коммандер (1979).